# ليون رينيه
ليون رينيه (بالإنجليزية: Leon René)‏ هو ملحن وكاتب أغاني أمريكي، ولد في 6 فبراير 1902، وتوفي في 30 مايو 1982 في لوس أنجلوس في الولايات المتحدة.

## وصلات خارجية
- ليون رينيه على موقع IMDb (الإنجليزية)
- ليون رينيه على موقع ميوزك برينز (الإنجليزية)
- ليون رينيه على موقع قاعدة بيانات برودواي على الإنترنت (الإنجليزية)
- ليون رينيه على موقع أول ميوزيك (الإنجليزية)
- ليون رينيه على موقع ديسكوغز (الإنجليزية)
- ليون رينيه على موقع ديسكوغز (الإنجليزية)